# Roland Ratzenberger
Pour les articles homonymes, voir Ratzenberger.

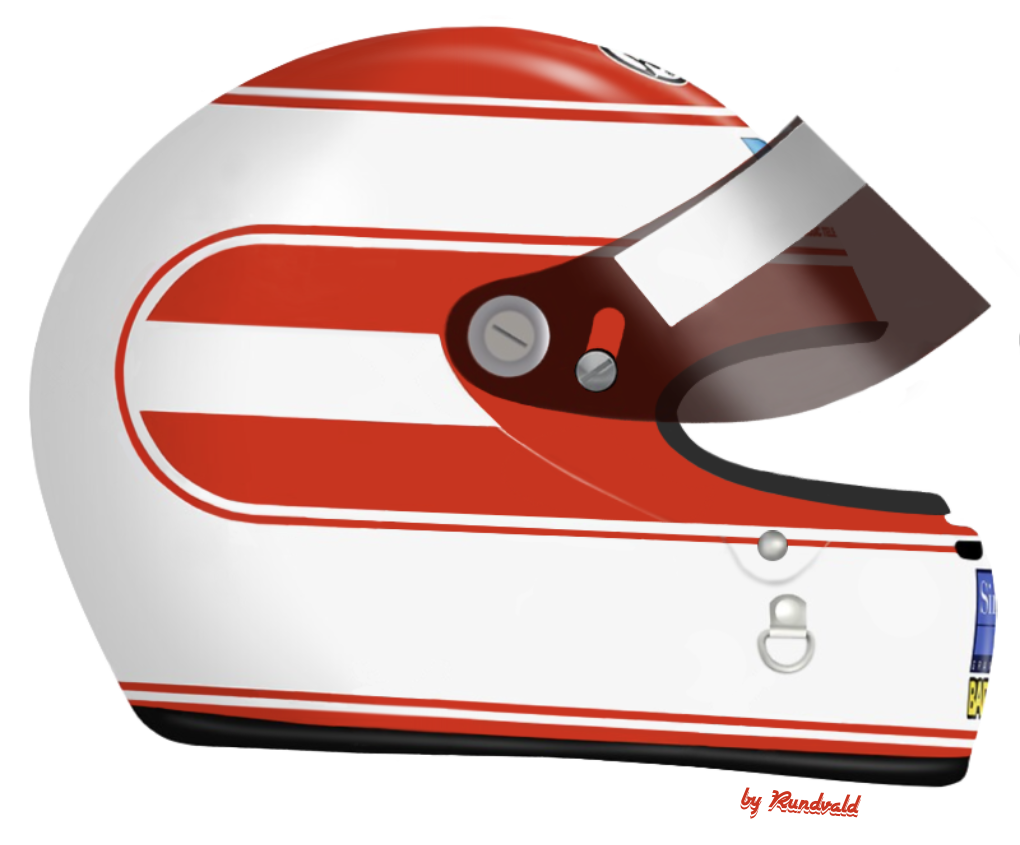
Le casque de Roland Ratzenberger.

Roland Ratzenberger est un pilote automobile autrichien, né le 4 juillet 1960 à Salzbourg, en Autriche et mort le 30 avril 1994 à Bologne, en Italie des suites d'un accident survenu lors des qualifications du Grand Prix de Saint-Marin à Imola. Il a notamment été engagé à trois reprises en Formule 1 lors de la saison 1994.
Roland Ratzenberger déclarait être né en 1962 : comme de nombreux pilotes ayant démarré tardivement leur carrière, il essayait de se rajeunir pour obtenir plus facilement la confiance des directeurs d'écurie et rallonger sa carrière.

## Biographie
Ingénieur mécanicien de formation, il commence la course automobile en 1983 par la Formule Ford. En 1986, il remporte à Brands Hatch le prestigieux Formule Ford Festival, épreuve qui réunit le gratin européen de la spécialité. Après avoir couru en Formule 3 et en Tourisme, il s'exile au Japon au début des années 1990, où il se forge une réputation de spécialiste des épreuves d'Endurance. Il participera notamment à plusieurs reprises aux 24 Heures du Mans.
Ayant réussi à fédérer au Japon quelques généreux sponsors autour de lui, Roland Ratzenberger accède à la Formule 1 en 1994 en tant que pilote payant au sein de la modeste écurie britannique Simtek. Non qualifié pour la manche d'ouverture au Brésil, il se classe onzième du Grand Prix du Pacifique, couru au Japon, son unique Grand Prix de Formule 1. Lors des essais qualificatifs du Grand Prix de Saint-Marin, victime d'une défaillance mécanique (un élément aérodynamique s'est détaché à haute vitesse, probablement en raison d'une touchette survenue quelques instants plus tôt), Roland Ratzenberger perd le contrôle de sa Simtek S941 à 314 km/h et percute le mur de béton dans le virage Gilles Villeneuve du circuit d'Imola. Après avoir subi un massage cardiaque à même la piste, il est héliporté à l'hôpital Maggiore de Bologne où son décès est officiellement prononcé.
La mort de Roland Ratzenberger est alors la première d'un pilote de F1 au volant de sa monoplace depuis celle d'Elio De Angelis en 1986 au cours d'essais privés au Castellet, et la première à survenir à l'occasion d'un week-end de Grand Prix depuis l'accident mortel de Riccardo Paletti au Canada en 1982. La veille, Rubens Barrichello a un accident spectaculaire qui ne lui occasionne qu'un bras et nez cassés mais le lendemain, Ayrton Senna trouve lui aussi la mort durant la course.

## Résultats en course

### Résultats en championnat du monde de Formule 1
| Saison | Écurie          | Châssis | Moteur  | Pneus    | GP disputés | Circuit    | Qualification | Résultat en course   |
| ------ | --------------- | ------- | ------- | -------- | ----------- | ---------- | ------------- | -------------------- |
| 1994   | MTV Simtek Ford | S941    | Ford V8 | Goodyear | Brésil      | Interlagos | n.q.          |                      |
| 1994   | MTV Simtek Ford | S941    | Ford V8 | Goodyear | Pacifique   | TI Aīda    | 26e           | 11e                  |
| 1994   | MTV Simtek Ford | S941    | Ford V8 | Goodyear | Saint-Marin | Imola      | 26e           | Non partant (décédé) |

### Résultats en championnat du monde des voitures de tourisme
| Saison | Écurie    | Châssis | 1       | 2      | 3        | 4      | 5      | 6      | 7        | 8        | 9           | 10          | 11    | Classement | Points inscrits |
| ------ | --------- | ------- | ------- | ------ | -------- | ------ | ------ | ------ | -------- | -------- | ----------- | ----------- | ----- | ---------- | --------------- |
| 1987   | Schnitzer | BMW M3  | Mon DSQ | Jar 2e | Dij Abd. | Nür 3e | Spa 6e | Brn 4e | Sil Abd. | Bat Abd. | Cal (en) 3e | Wel (en) 4e | Fuj - | 10e        | 146             |

### Résultats en Formule 3000 britannique
En gras pole positions, en italique meilleur tour en course.
| Saison | Écurie            | Châssis              | 1  | 2  | 3    | 4   | 5  | 6  | 7  | 8    | 9 | Classement | Points inscrits |
| ------ | ----------------- | -------------------- | -- | -- | ---- | --- | -- | -- | -- | ---- | - | ---------- | --------------- |
| 1989   | Spirit Motorsport | Reynard 88D-Cosworth | 2e | 2e | Abd. | 1er | 2e | 2e | 3e | Abd. | - | 3e         | 37              |

### Résultats en Formule 3000 japonaise
En gras pole positions.
| Saison | Écurie                  | Châssis | 1    | 2    | 3    | 4    | 5    | 6  | 7    | 8   | 9    | 10  | 11   | Classement | Points inscrits |
| ------ | ----------------------- | ------- | ---- | ---- | ---- | ---- | ---- | -- | ---- | --- | ---- | --- | ---- | ---------- | --------------- |
| 1990   | Team Noji International | Lola    | n.q. | Abd. | Abd. | -    | -    | -  | Abd. | 15e | n.q. | -   |      | n.c.       | 0               |
| 1992   | Stellar International   | Lola    | n.q. | 13e  | 3e   | Abd. | Abd. | 4e | Abd. | 1er | 1er  | 25e | Abd. | 7e         | 19              |
| 1993   | Stellar International   | Lola    | Abd. | 10e  | Abd. | 6e   | 16e  | 3e | 6e   | 14e | 7e   |     |      | 11e        | 6               |

### Résultats aux 24 Heures du Mans
| Année | no | Équipe                                      | Voiture      | Moteur                              | Catégorie | Pneus       | Équipiers                            | Tours | Résultat          |
| ----- | -- | ------------------------------------------- | ------------ | ----------------------------------- | --------- | ----------- | ------------------------------------ | ----- | ----------------- |
| 1989  | 6  | Brun Motorsport Alpha Racing Team           | Porsche 962C | Porsche Type-935 3,0 L Turbo Flat 6 | C1        | Yokohama    | Walter Lechner Maurizio Sandro Sala  | 58    | Abandon           |
| 1990  | 38 | Toyota Team SARD                            | Toyota 90C-V | Toyota R32V 3,2 L Turbo V8          | C1        | Dunlop      | Naoki Nagasaka Pierre-Henri Raphanel | 241   | Abandon           |
| 1991  | 52 | Team Salamin Primagaz Team Schuppan         | Porsche 962C | Porsche Type-935 3,0 L Turbo Flat 6 | C2        | Dunlop      | Eje Elgh Will Hoy                    | 202   | Abandon           |
| 1992  | 34 | Toyota TeamTOM'S Kitz Racing Team with SARD | Toyota 92C-V | Toyota R36V 3,6 L Turbo V8          | C2        | Bridgestone | Eje Elgh Eddie Irvine                | 321   | 9e                |
| 1993  | 22 | Y's Racing Team SARD Co. Ltd.               | Toyota 93C-V | Toyota R36V 3,6 L Turbo V8          | C2        | Dunlop      | Mauro Martini Naoki Nagasaka         | 363   | 5e Vainqueur Cat. |